# Чарлс Рајт Милс
Чарлс Рајт Милс (енгл. Charles Wright Mills; 28. август 1916 — 20. март 1962) био је амерички социолог и професор социологије, који је, поред Ханса Х. Герта, популаризовао теорије Макса Вебера у Сједињеним Америчким Државама. Милс је запамћен по књигама "Елита власти", "Бели оковратник" и "Социолошка имагинација".
Милса је посебно занимала одговорност и улога интелектуалаца након Другог светског рата, и промовисао је идеју да научници не би требало да буду само незаинтересовани посматрачи, већ би требало да утврде своју друштвену одговорност. Био је забринут за етику својих колега социолога, сматрајући да често не успевају да утврде морално вођство, чиме предају своју друштвену одговорност људима неквалификованим за преузимање водећих позиција.

## Биографија

### Детињство и образовање (1916—1934)
Чарлс Рајт Милс рођен је у граду Вејко у америчкој савезној држави Тексас 28. августа 1916. године, и остао је у Тексасу до своје 23. године. Његов отац Чарлс је радио као продавац осигурања, док је његова мајка Френсис остајала код куће као домаћица. Његова породица се стално селила током његовог одрастања, што је за резултат имало то да он води релативно изолован живот са мало трајних веза. Милс је завршио Средњу техничку школу у Даласу 1934. године.

### Године студирања (1935—1942)
Милс је првобитно похађао Универзитет A&M у Тексасу, али је одустао након прве године и затим дипломирао социологију и магистрирао филозофију на Универзитету у Остину у Тексасу 1939. До тренутка кад је дипломирао, његови радови су били објављивани у два водећа социолошка журнала. Док је студирао, упознао је своју прву жену, Дороти Хелен Смит, и оженио се њом 1937 године. Развели су се 1940, па опет венчали 1941, а њихова ћерка Памела рођена је 1943. године. Милс је докторирао социологију на Универзитету у Висконсину 1942. године. Након тога напушта Висконсин јер је постављен за прoфесора социологије на Универзитету у Мериленду.

### Рана каријера (1942—1956)
Док је радио као професор на универзитету у Мериленду до 1945. године, Милсова заинтересованост и умешаност у америчку политику је расла. Постао је пријатељ са тројицом историчара са којима је сарађивао у овом периоду Другог светског рата на многим темама, а резултат тога било је то што је сваки од њих писао о многим савременим проблемима рата и њиховим утицајем на америчко друштво.
Милс се 1945. сели у Њујорк, уједно се раздвајајући од своје жене, од које се развео 1947. У Њујорку је добио позицију сарадника у истраживању на Универзитету Колумбија. Током тог времена написао је и своју књигу "Бели оковратник", која је коначно објављена 1951.
Милс се 1947. оженио својом другом женом, са којом је 1955. добио ћерку. Након семестра предавања на Универзитету у Чикагу 1949, Милс се враћа на Универзитет Колумбија, где је први пут унапређен 1950, а други 1951. Милс се са породицом преселио у Копенхаген 1956-57, како би тамо радио као професор, али се након развода 1957. назад враћа сам.

### Старост и смрт (1958—1962)
Милс се оженио својом трећом женом и настанио у Округу Рокланд у Њујорку 1959, а њихов син се родио 1960. године. У августу 1960. године провео је неко време на Куби, где је интервјуисао Фидела Кастра, који је признао да је читао Милсову књигу "Елита моћи".
Милс је описиван као човек у журби, и поред његове убрзане природе, он је у великој мери познат по својој борбености. И његов приватни живот, са три брака, са по дететом из сваког, и неколико афера, и његов професионални живот, у којем је изазивао и критиковао многе од својих професора и сарадника, свакако се могу окарактерисати као "бурни".
У једној од Милсових биографија, написаној од стране Луиса Хоровица, аутор пише о Милсовој свести о својој болести срца и спекулише да је то утицало на то како је живео. Милс је описиван као неко ко је радио брзо, али ефикасно. То је можда резултат његове свести о томе да неће дуго живети због стања својег срца.
Милс је доживео 4 срчана удара током живота, и од четвртог је умро 20. марта 1962. године.

## Умни рад

### Књижевна дела
Најзначајнија су три дела – "Бели оковратници: америчке средње класе", потом "Нови људи моћи: америчке радничке вође", и "Елита моћи", његово најпознатије дело.

#### "Бели оковратници: америчке средње класе" (1951)
Ово дело је студија америчке средње класе, које објашњава настанак "нове класе" - "белих оковратника". Категорија отуђења је главна теоријска основа Милсове анализе »белих оковратника«, који су у суштини модерни робови великих корпорацијских система јер запошљавањем продају не само своју радну способност него и своју личност, губе све индивидуалне одлике независности, у вечитом су страху од губитка посла па брижљиво и беспоговорно обављају рутинске послове у »тиму експерата« и тако у класну структуру савремене Америке уносе низ нових психолошких особина попут апсолутне послушности вишим хијерархијским круговима корпорације и друштва, себичности, улагивања шефовима, цинкарења другог да би му се преотело радно место или добила повишица и сл.

#### "Нови људи моћи: америчке радничке вође" (1948)
Закључак овог дела је да се рад одрекао своје традиционалне улоге и помирио са животом унутар капиталистичког система.

#### "Елита моћи" (1956)
Милс у овом делу описује везе између политичких, војних и економских елита, напомињући да деле заједнички поглед на свет- да моћ почива у централизацији власти у оквиру елита друштва.

### Критика америчког друштва
Чарлс Рајт Милс представља, ван сваке сумње, најзанимљивију фигуру у америчкој социолошкој мисли XX века. Изразито левичарског опредељења, подвргао је оштрој критици целокупно америчко друштво на начин који је одударао од ставова дотадашњих критичара. Стога је на себе још за живота навукао гнев својих академских колега, а и шире америчке јавности.
Милс је себе сматрао не само научником него и хуманистом. Веровао је да се главна мисија науке, па у том смислу и социологије, састоји у томе да служи људима и бори се против разних облика друштвене неправде. Социологија – говорио је Милс – има ослободилачку функцију за човека, она мора да лечи људске тегобе, а не само да их објашњава. Иако, по сопственим речима, није био марксиста, ценио је Марксов метод анализе капиталистичког друштва XIX века сматрајући да ниједан озбиљан социолог који истражује савремено буржоаско друштво не може да пренебрегне значај Марксових научних домета. Полазећи од таквих начела Рајт Милс је свакако највећи критички аналитичар капитализма XX века, тачније америчког капитализма као његове најизразитије и највише развијене форме. Суштину Милсових истраживања чини критичка анализа средњих слојева и америчке елите.
Милс је сматрао да савремено америчко друштво никако није демократско, јер је хладна рационалност корпорације чак и од ванредно добро плаћеног службеника направила човека који престаје да размишља својом главом (»ведро расположени робот«) а пораст техничког и материјалног обиља допринео је да економска рационалност више није била инструмент проширења човекове слободе. Рађа се – писао је Милс – нови тип рационалности без ума који постаје карактеристика цивилизације масовне производње, масовне потрошње, масовне културе и масовне доколице (цвета индустрија забаве коју Милс с правом назива опаком индустријом заглупљивања).
Из свега реченог амерички капитализам, по Милсу, јесте идејно дезоријентисано друштво и дубоко морално расточено. Милс га назива друштвом организоване неодговорности желећи да укаже на растући јаз између огромне моћи елите и потпуне беспомоћности масе.
Чарлс Рајт Милс је у значајној мери узбуркао социолошку академску јавност својом појавом. Исто тако, у значајној мери је оплеменио америчку традиционалну и тврдокорну социологију дубоко хуманистичким принципима. Милс је својим целокупним делом извршио огроман утицај на генерацију младих Американца која је одрастала током шездесетих година када се формира нова левица. Отпори Вијетнамском рату растерују опасну жабокречину устајалог грађанског друштва самодовољности и благостања. Иако покрети младих против рата и америчке хегемоније, али и друштвене хипокризије према којој су врлине јавне а пороци тајни, нису директно инспирисани Милсом и његовим делом, ипак су одјеци тога дела допрли до свести америчке омладине тог времена. Такође, Милс је изванредно показао милитаристичку природу америчког капитализма.

## Награда "Чарлс Рајт Милс"
Друштво за проучавање социјалних проблема (енгл. The Society for the Study of Social Problems) установило је награду "Чарлс Рајт Милс" 1964. године за књигу која "на најбољи начин осликава изузетно истраживање у области друштвених наука и велико разумевање појединца и друштва у оквиру традиције истакнутог социолога Чарлса Рајта Милса".

### Неки од добитника награде "Чарлс Рајт Милс"
| Година | Име добитника      | Назив књиге |
| ------ | ------------------ | --- |
| 2014   | Laurence Ralph     | Renegade Dreams: Living Through Injury in Gangland Chicago                                                         |
| 2013   | Nancy DiTomaso     | The American Non-Dilemma: Racial Inequality Without Racism                                                         |
| 2012   | Cybelle Fox        | Three Worlds of Relief: Race, Immigration, and the American Welfare State from the Progressive Era to the New Deal |
| 2011   | Shamus Rahman Khan | Privilege: The Making of an Adolescent Elite at St. Paul’s School                                                  |
| 2010   | Mark Hunter        | Love in the Time of AIDS: Inequality, Gender, and Rights in South Africa                                           |
| 2009   | Mario Luis Small   | Unanticipated Gains: Origins of Network Inequality in Everyday Life                                                |